# Olga van Griekenland
Olga van Griekenland (Grieks: Πριγκίπισσα Όλγα της Ελλάδας) (Athene, 11 november 1971) is een Griekse prinses uit het Huis Sleeswijk-Holstein-Sonderburg-Glücksburg.
Zij is de tweede dochter van prins Michaël en Marina Karella. Vanwege het morganatisch huwelijk van haar ouders (dat destijds wel werd goedgekeurd door koning Constantijn II), voert zij niet de aanspreektitel Koninklijke Hoogheid, noch is het achtervoegsel en Denemarken aan haar naam toegevoegd. De prinses groeide op in New York en Parijs en studeerde geschiedenis en Rome en aan de Universiteit van Princeton. Aan de Columbia Universiteit behaalde zij bovendien een graad in de architectuur. Ze werkte enige tijd als binnenhuisarchitect, maar legde zich later toe op het bestuderen van vlinders. Sindsdien werkt ze als lepidopteriste in met name Zuid-Amerika. 
In 2008 trouwde ze met prins Aimone van Savoye, zoon van Amadeus van Savoye, vijfde hertog van Aosta en Claude van Orléans. In 2009 kreeg het paar een zoon: Umberto, in 2011 een tweede zoon, Amedeo, en in 2012 een dochter, Isabella.